# Lirele de Ur

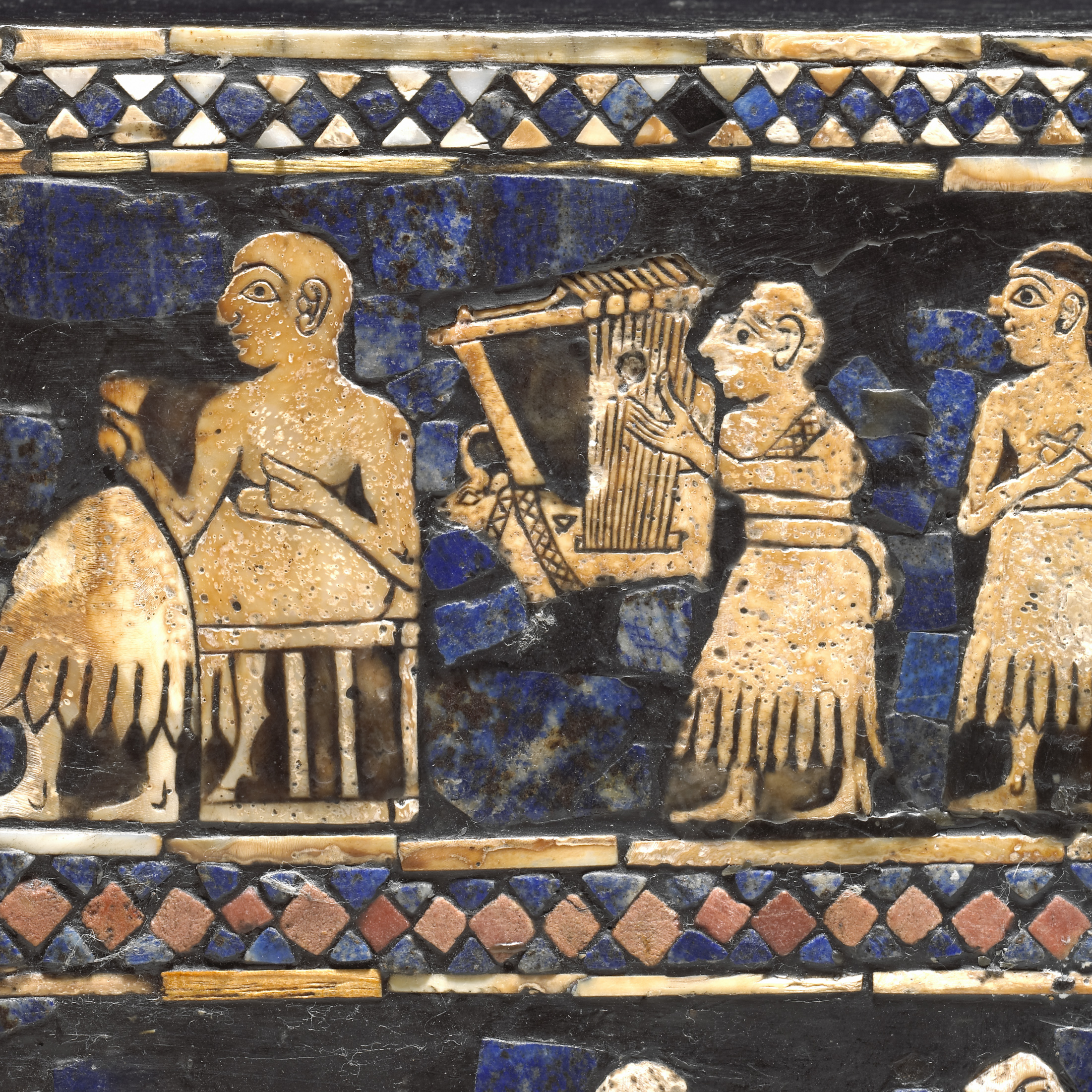
Detaliu în care apar doi oameni, cel din stânga cântând la o liră de Ur. Detaliu de pe panoul ce înfățișează „pacea”, de pe Standardul Urului ce este expus în British Museum din Londra, Anglia

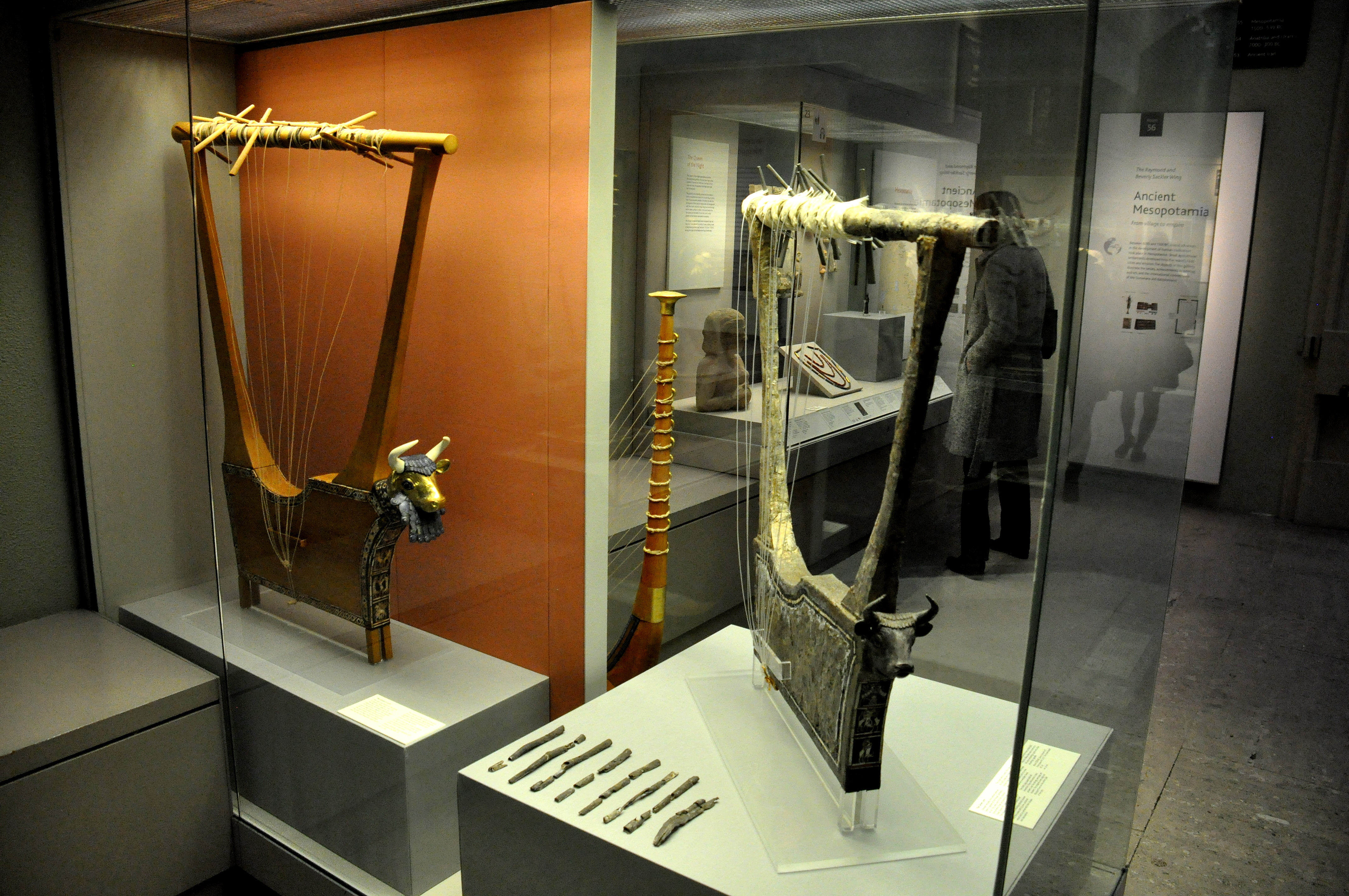
Lira Reginei (în stânga) și o liră de argint (în dreapta). Acestea au fost găsite în Cimitirul regal din Ur ce se află în actualul sud al Irakului. Lirele din imagine sunt expuse la British Museum din Londra, Anglia

Lirele de Ur (cunoscute și ca: Lirele Urului sau ca Harpa și cele trei lire de Ur) sunt considerate ca fiind cele mai vechi instrumente muzicale cu coarde. În 1929, arheologi conduși de arheologul britanic Leonard Woolley au descoperit aceste instrumete muzicale atunci când ei excavau Cimitirul Regal din Ur între anii 1922 și 1934. Ei au descoperit 3 lire și o harpă în Ur, oraș localizat în ce a fost odată Mesopotamia antică și care astăzi este în sudul Irakului.. Lirele și harpa au peste 4.500 de ani vechime, datând din timpul Perioadei dinastiilor timpurii. Decorațiunile ce împodobesc lirele și harpa sunt exemple elegante de artă mesopotamiană a perioadei în care au fost realizate.
Leonard Woolley, un arheolog englez, a descoperit lirele și harpa alături de scheletele a zece femei în Cimitirul Regal din Ur. Deși au fost descoperire în total trei lire și o harpă, ele sunt numite deobicei „lirele de Ur”.

## Lirele

Desen stilizat ce înfățișează un sumerian cântând la o liră de Ur

Lira (din greacă: λύρα, lýra) este un instrument muzical rudimentar, format dintr-o cutie de rezonanță, două brațe în formă de coarne și mai multe coarde, folosit, în antichitate, mai ales la acompaniere, când se recitau poeme. La lirele de Ur se cânta cu ambele mâini.
Datorită locului în care au fost descoperite se crede că lirele erau folosite în timpul cereminiilor religioase sau ca acompaniamente pentru cântece. Fiecare liră are 11 coarde.

## Galerie

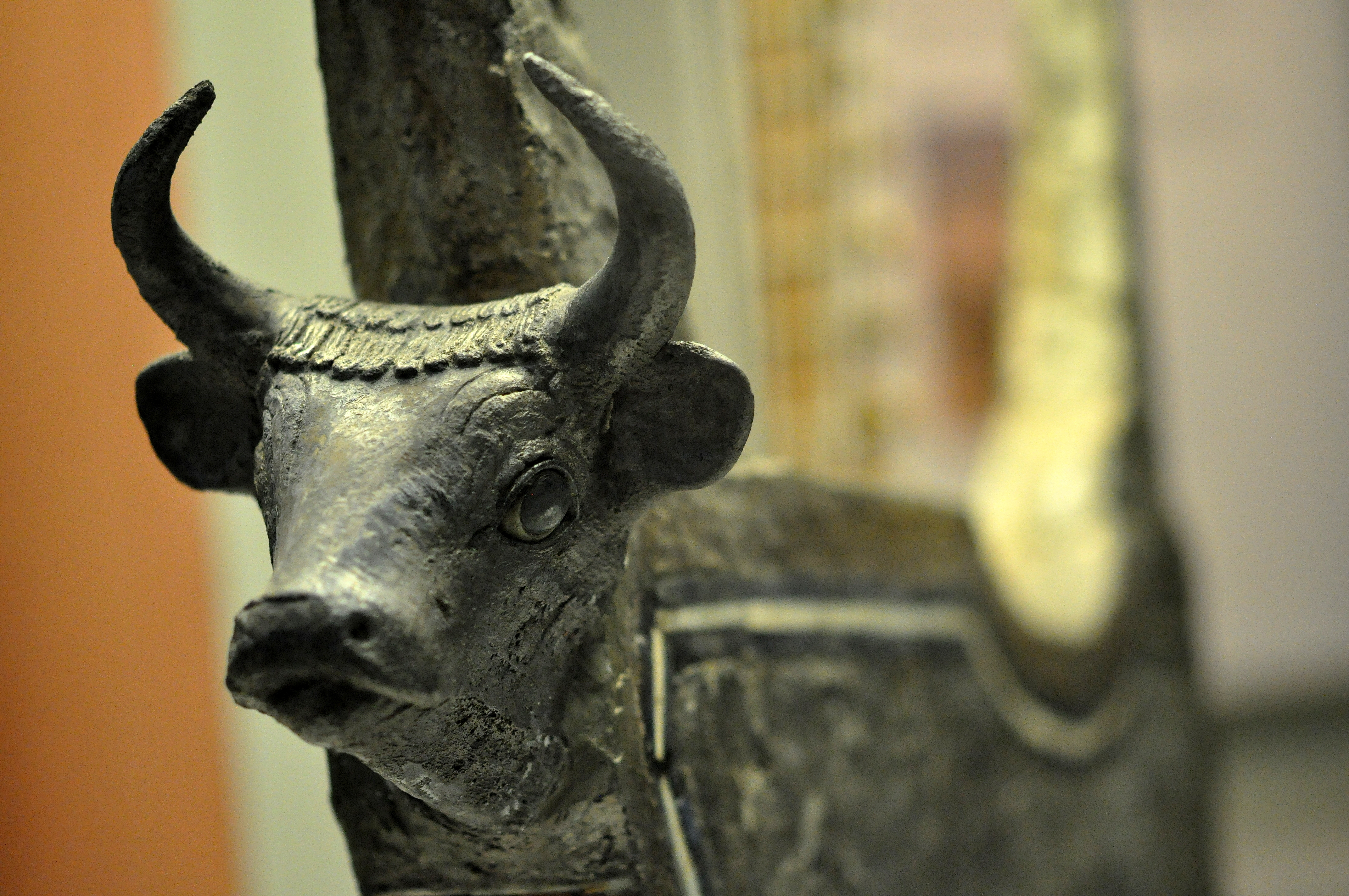
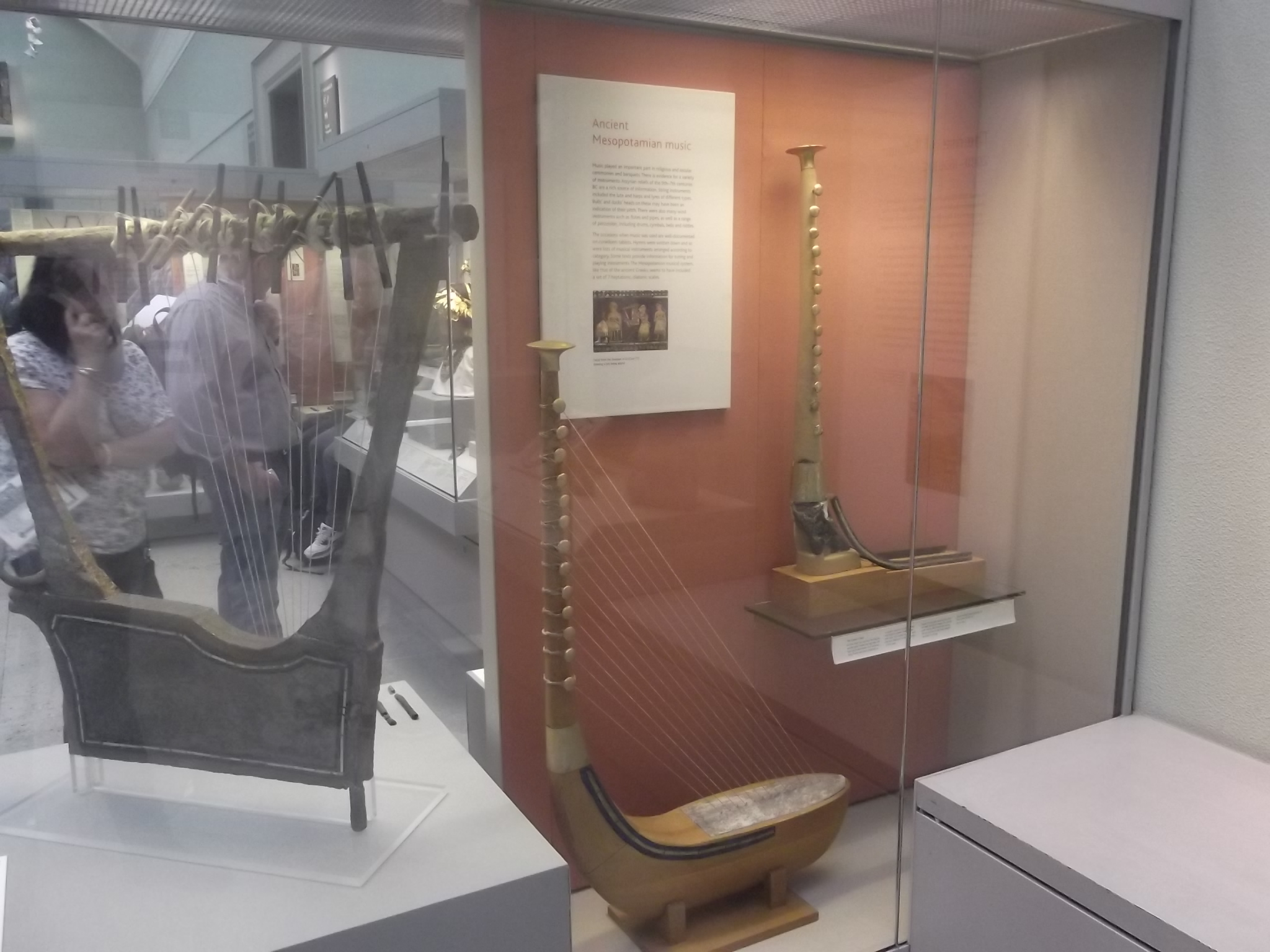
Lire de Ur expuse în British Museum
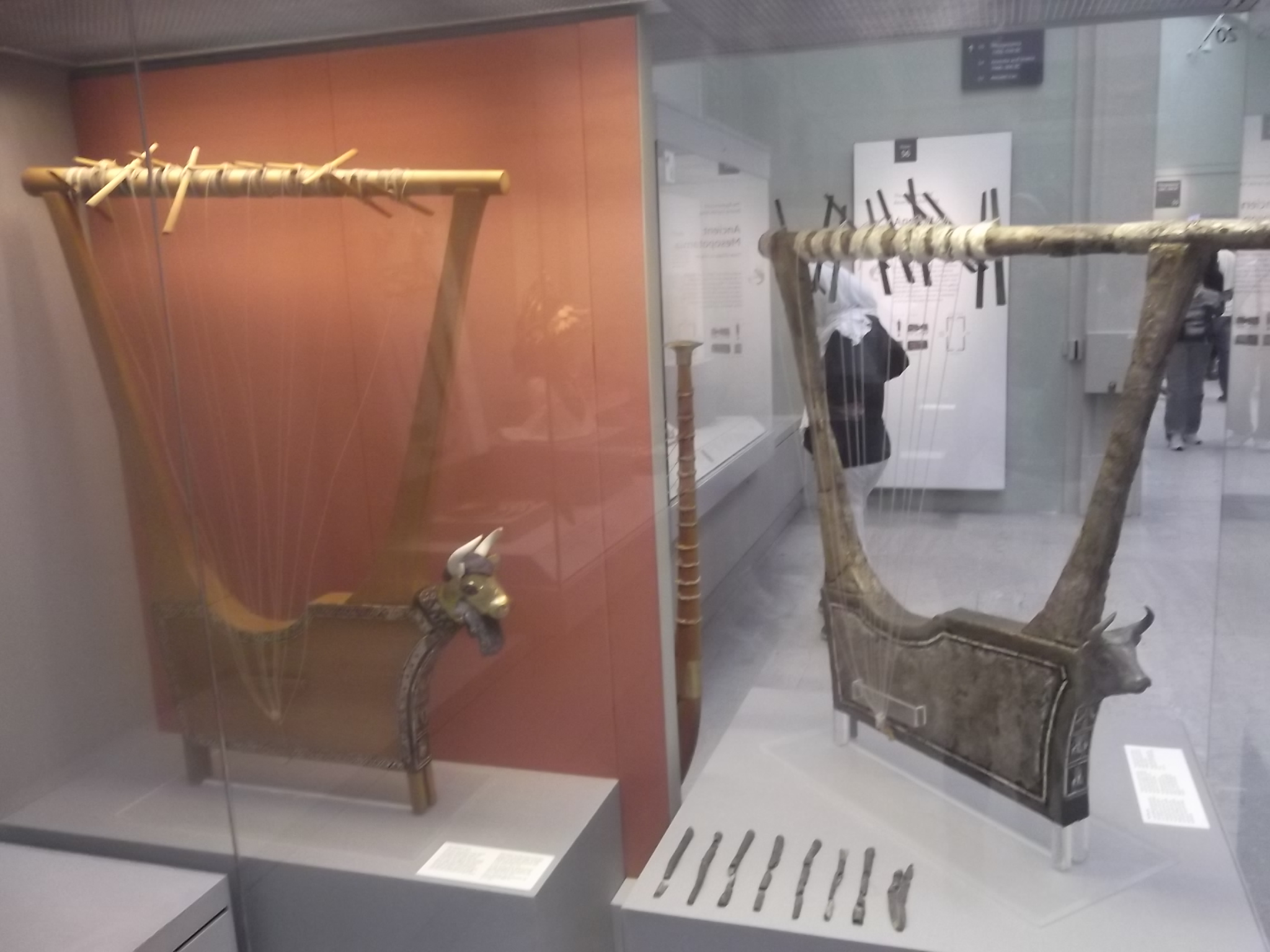
Lire de Ur expuse în British Museum
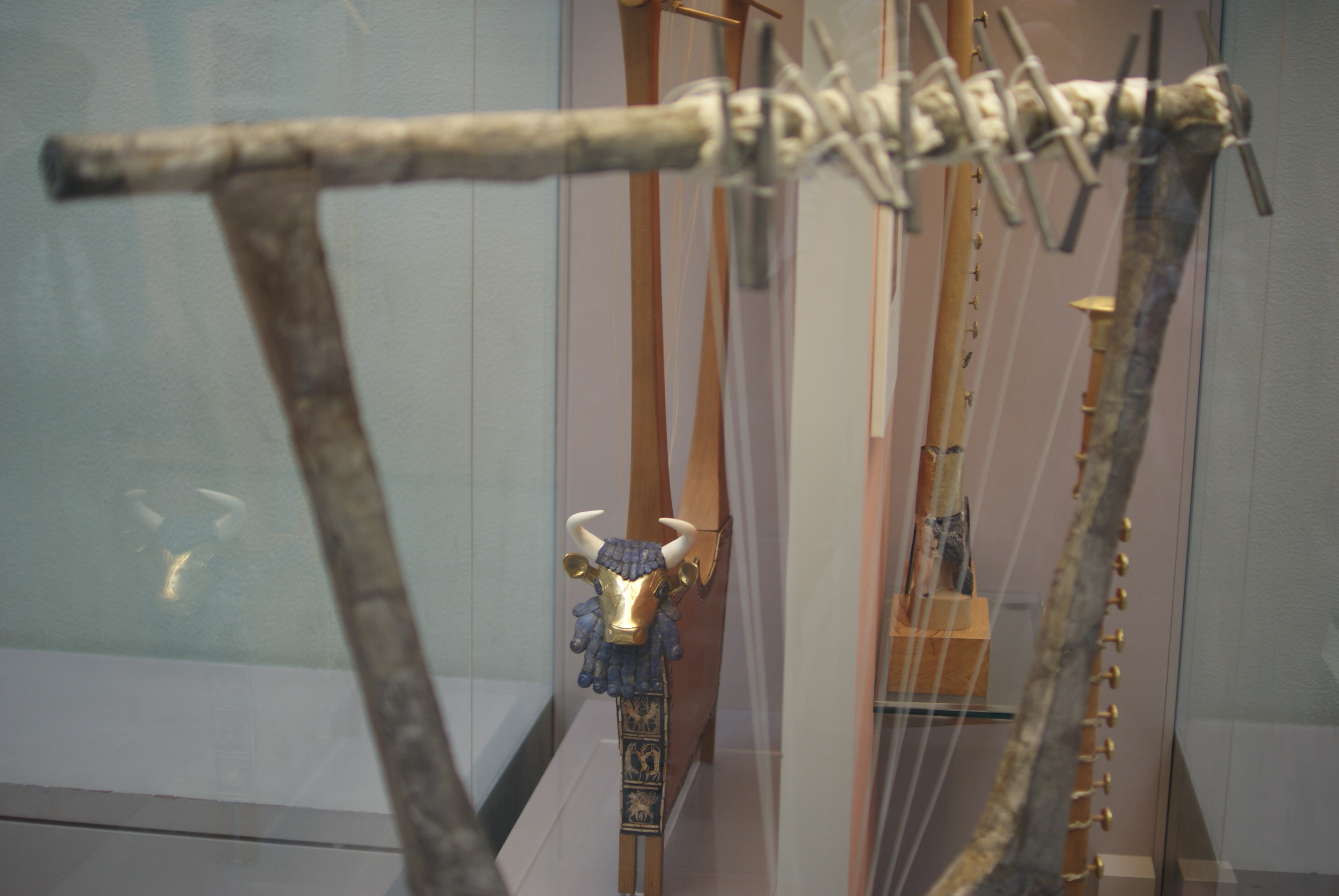
Lire de Ur expuse în British Museum
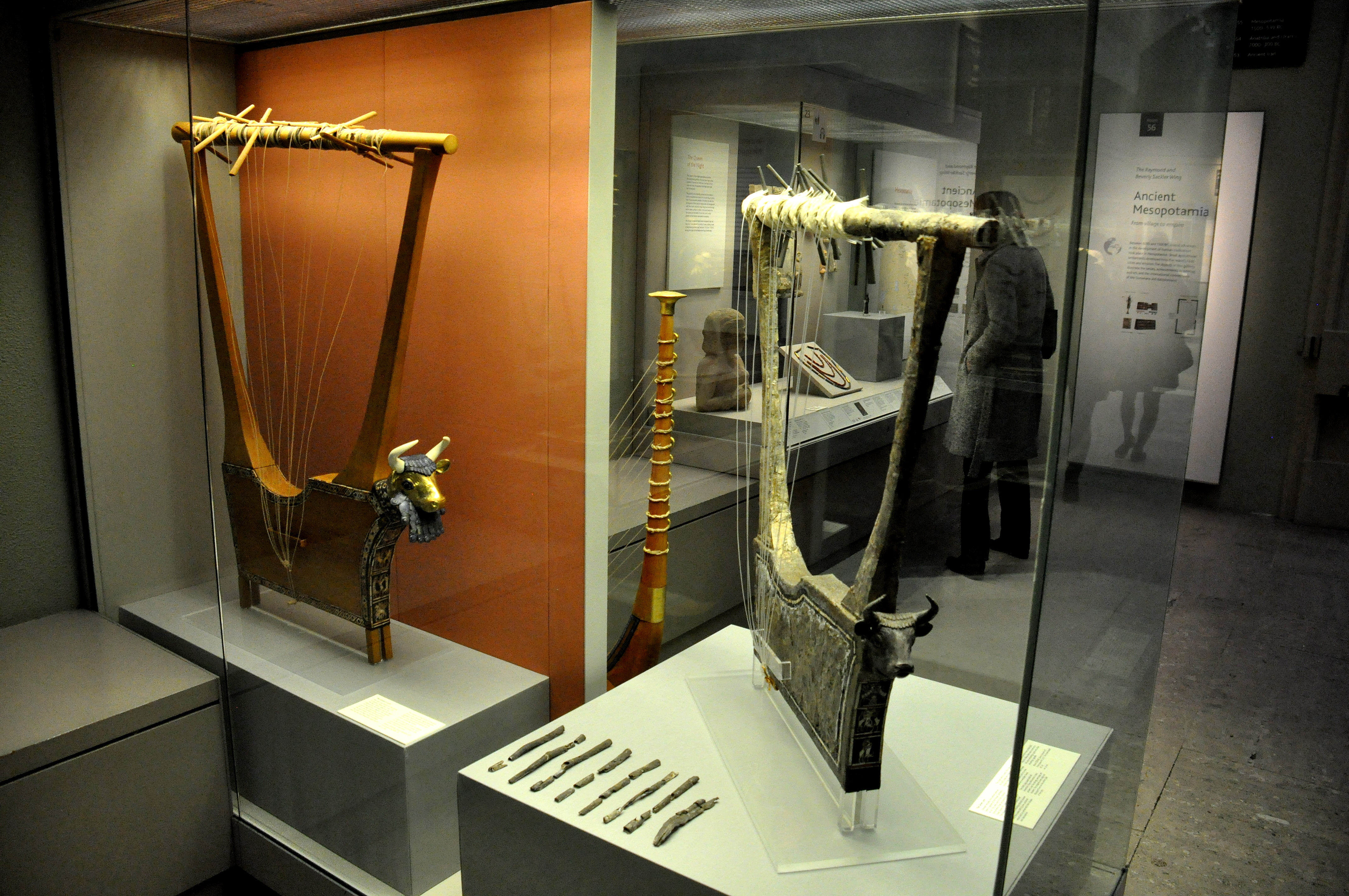
Lire de Ur expuse în British Museum
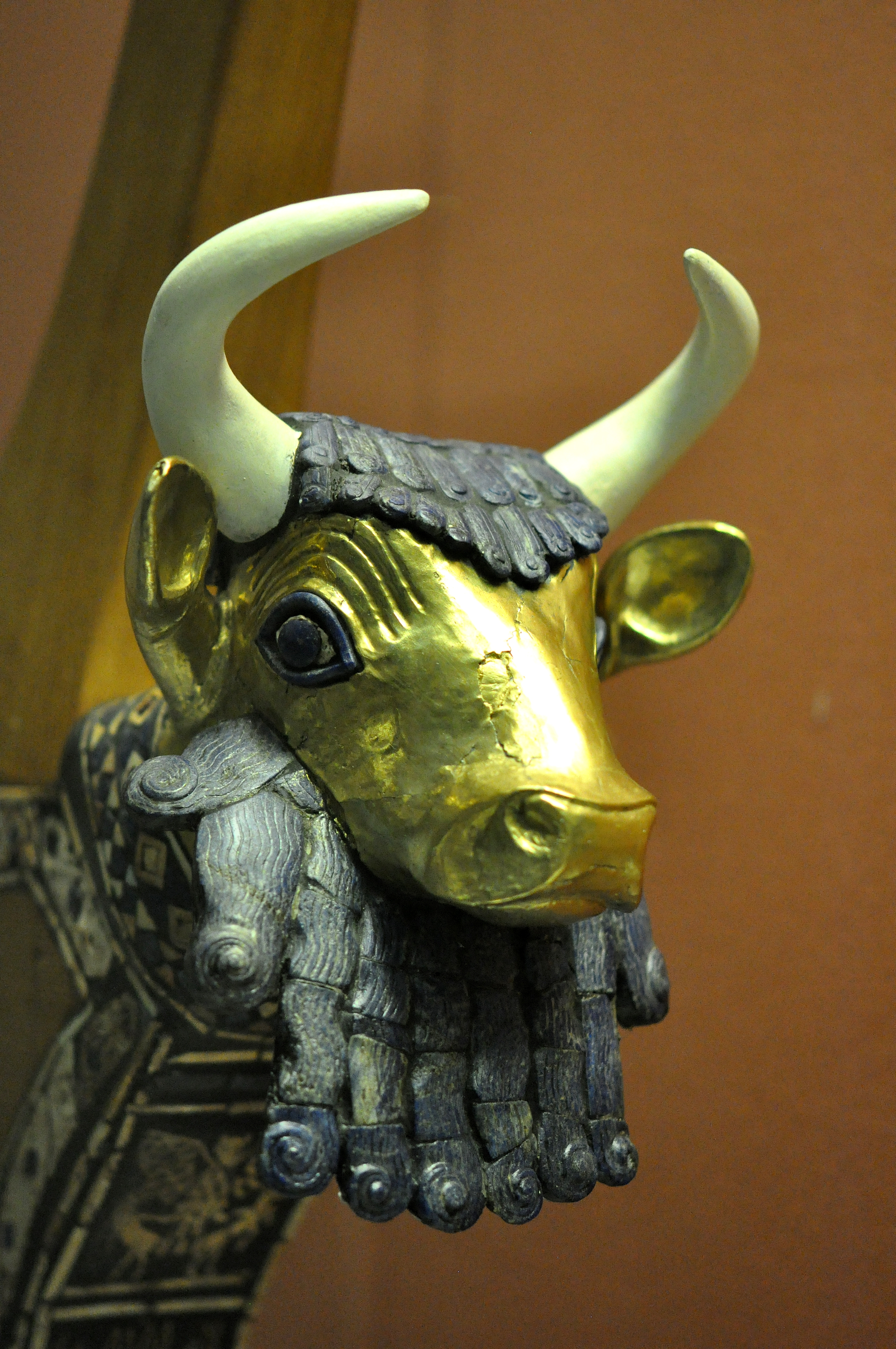
Capul de taur al unei lire de Ur expuse în British Museum
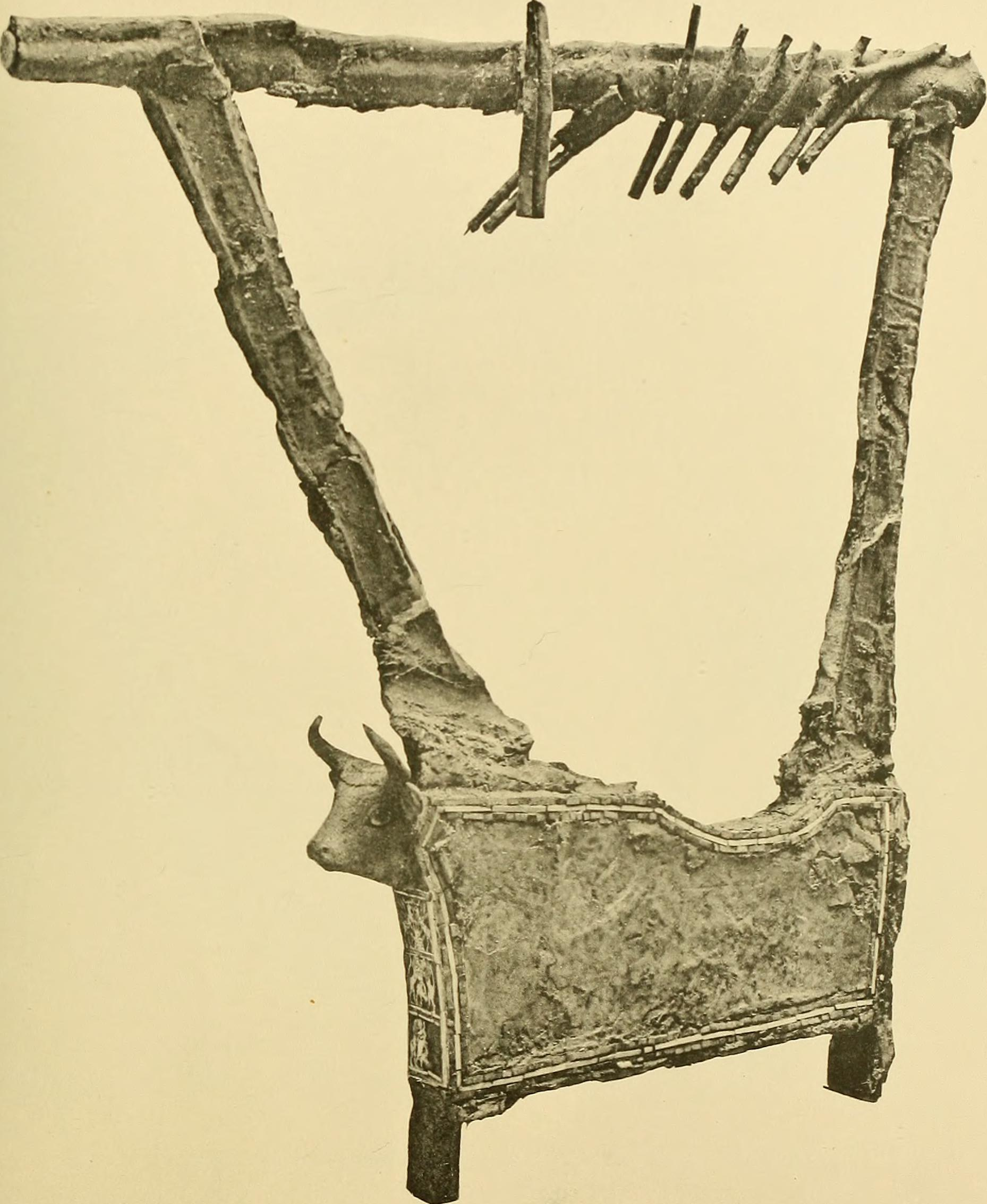
Aspectul unei lire de argint de atunci când a fost descoperită în Cimitirul Regal din Ur
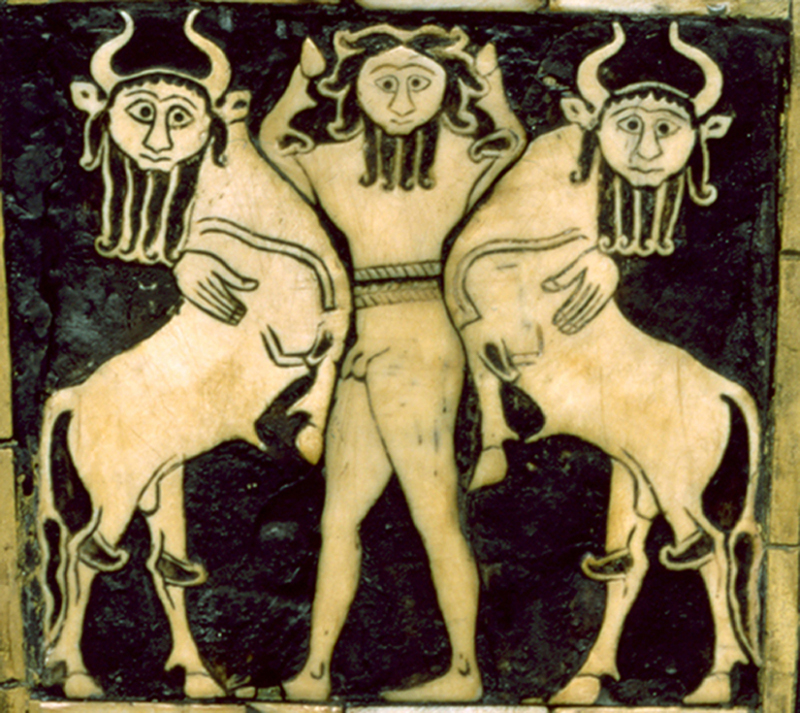
Stăpânul animalelor înfățișat pe o mică porțiune a unei lire
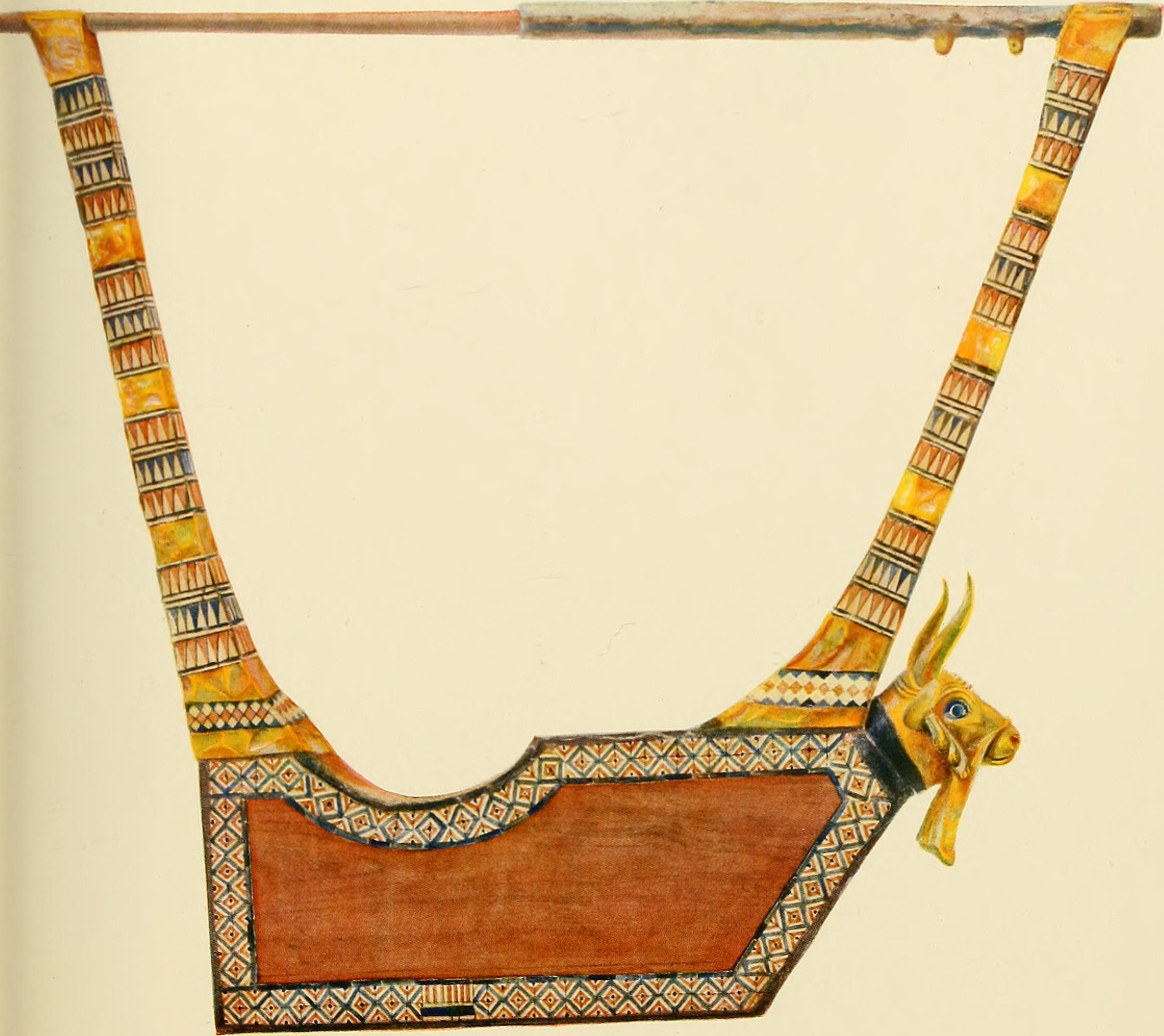
Lira Reginei într-o ilustrație publicată de Leonard Woolley
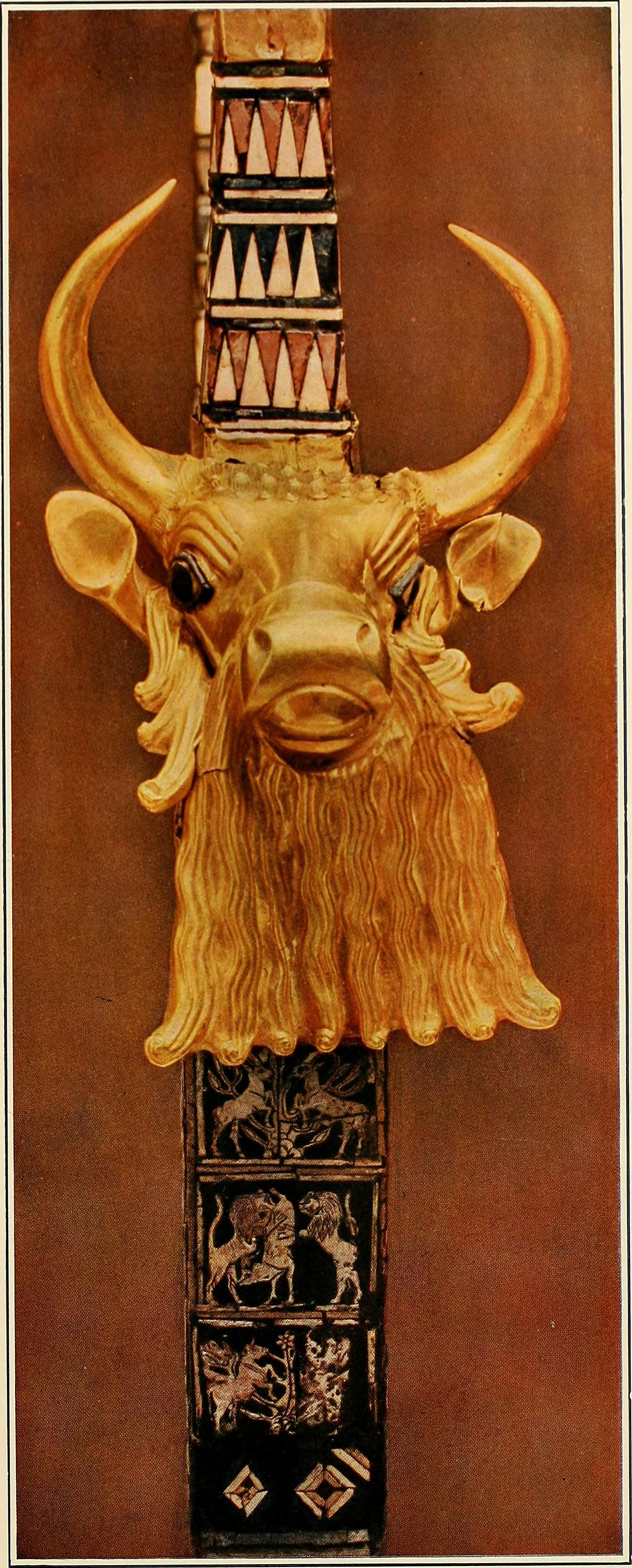
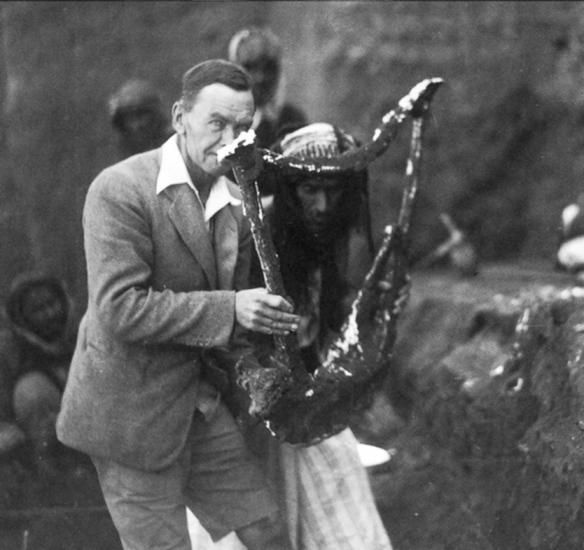
Leonard Woolley ținând Lira Reginei în anul 1922
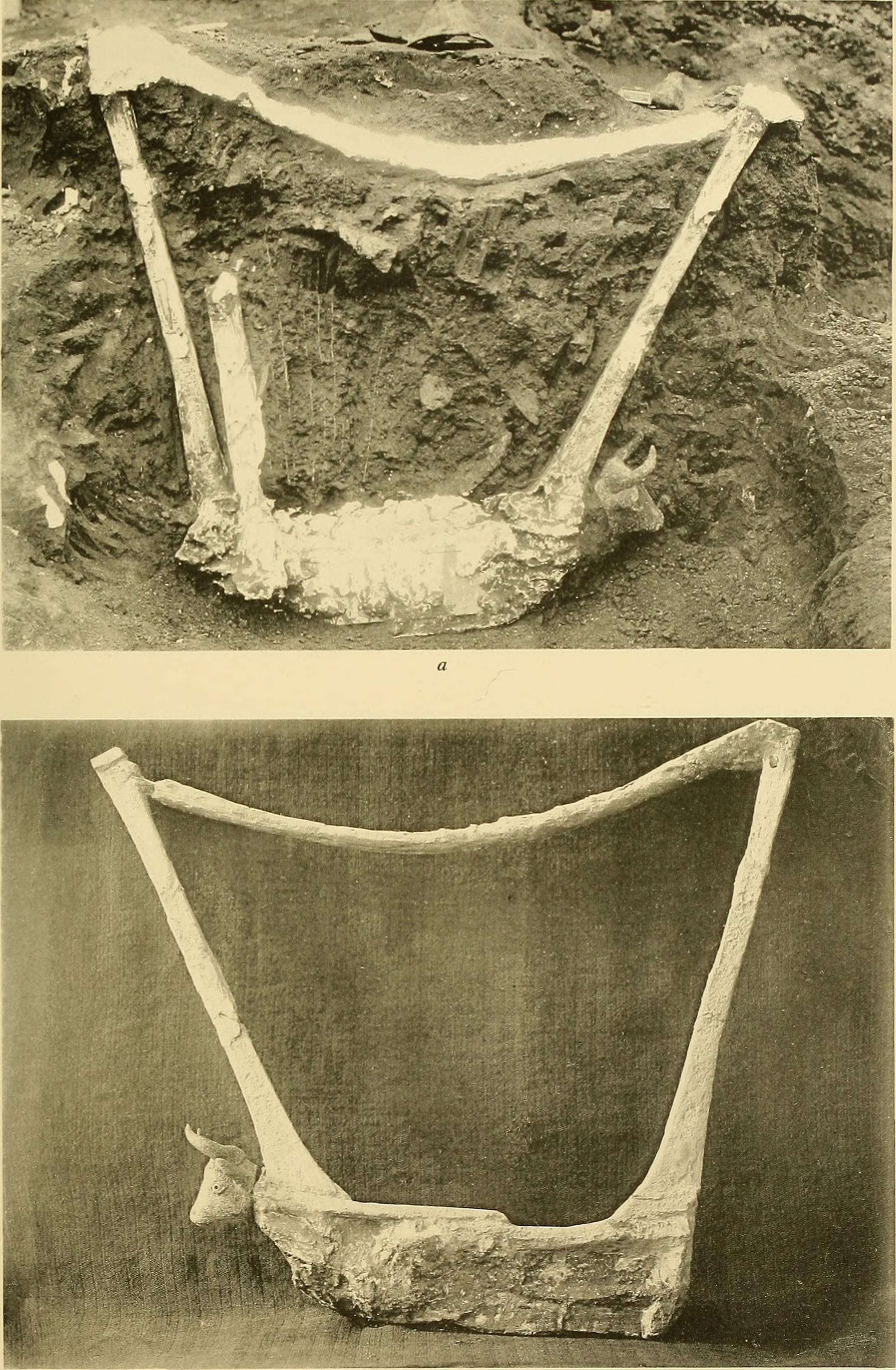
Aspectul unei lire de atunci când a fost descoperită în Cimitirul Regal din Ur
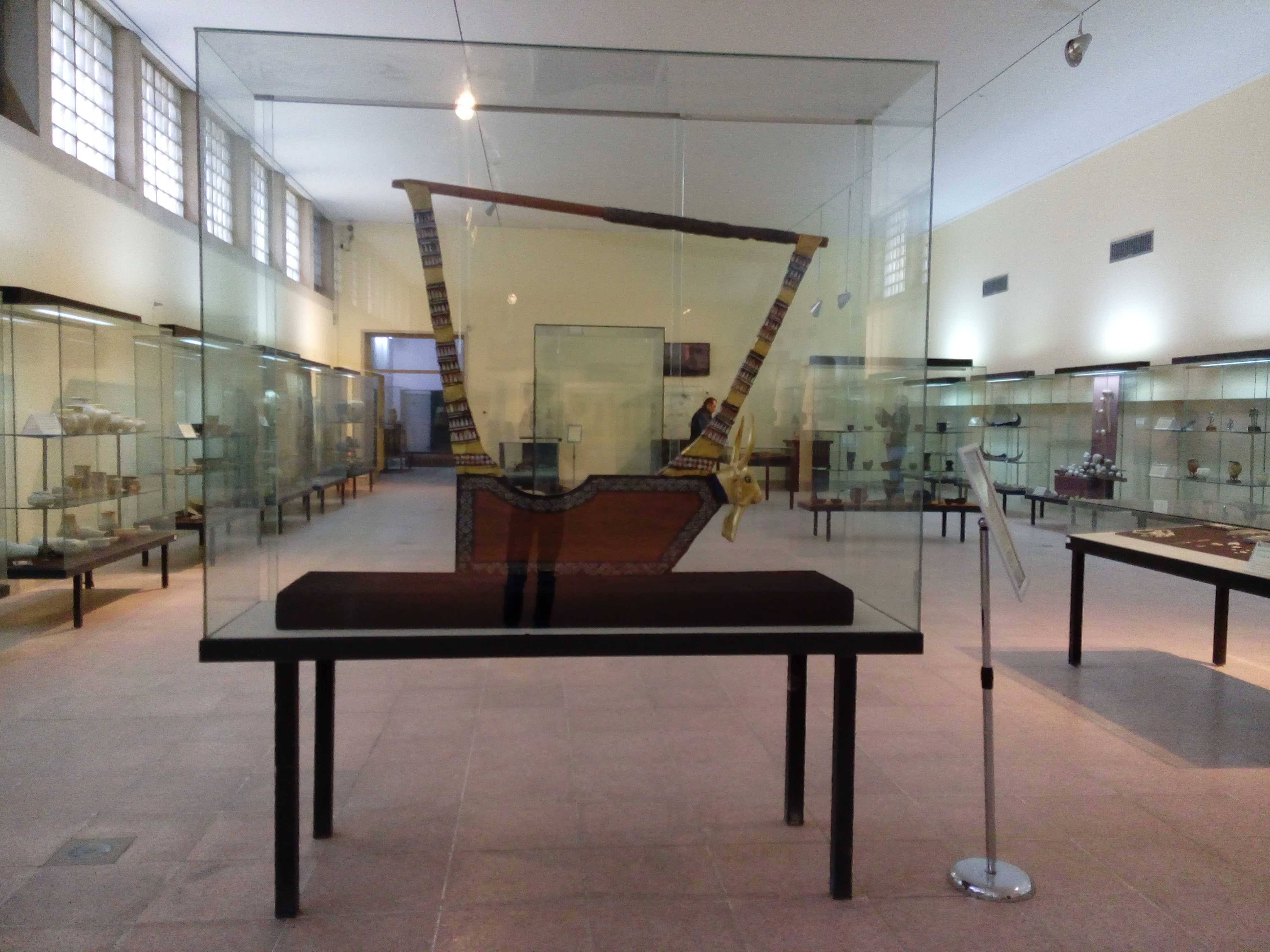